# St. Petrus (Wörth)

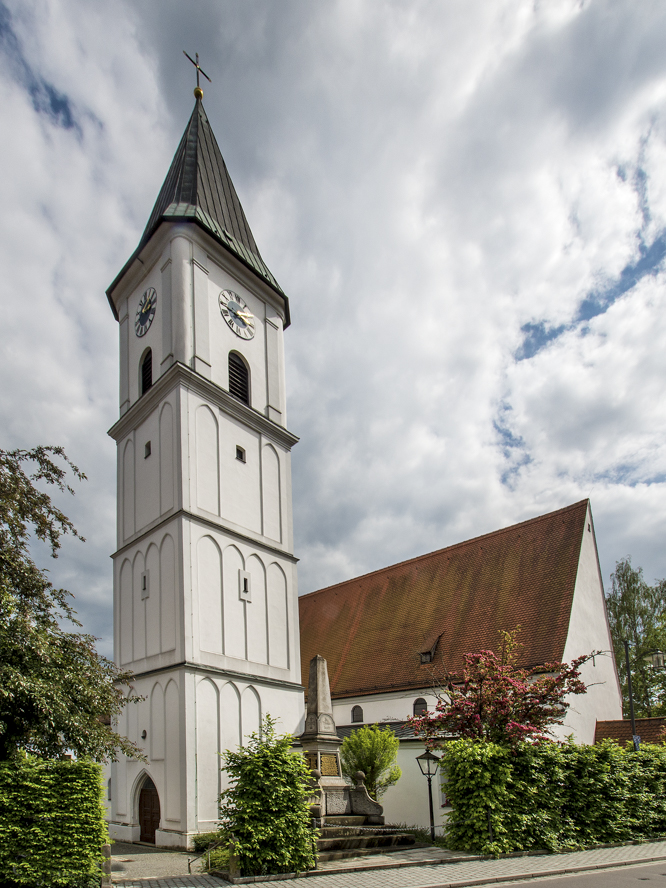
Pfarrkirche St. Petrus

Die römisch-katholische Stadtpfarrkirche St. Petrus in Wörth an der Donau im Oberpfälzer Landkreis Regensburg in Ostbayern ist eine in der Substanz mittelalterliche Kirche, die durch weitreichende Umbauten im 17. Jahrhundert heute ein barockes Aussehen zeigt. Die Kirche zeigt Stilelemente der Romanik, der Gotik und des Barock.

## Vorgängerbau

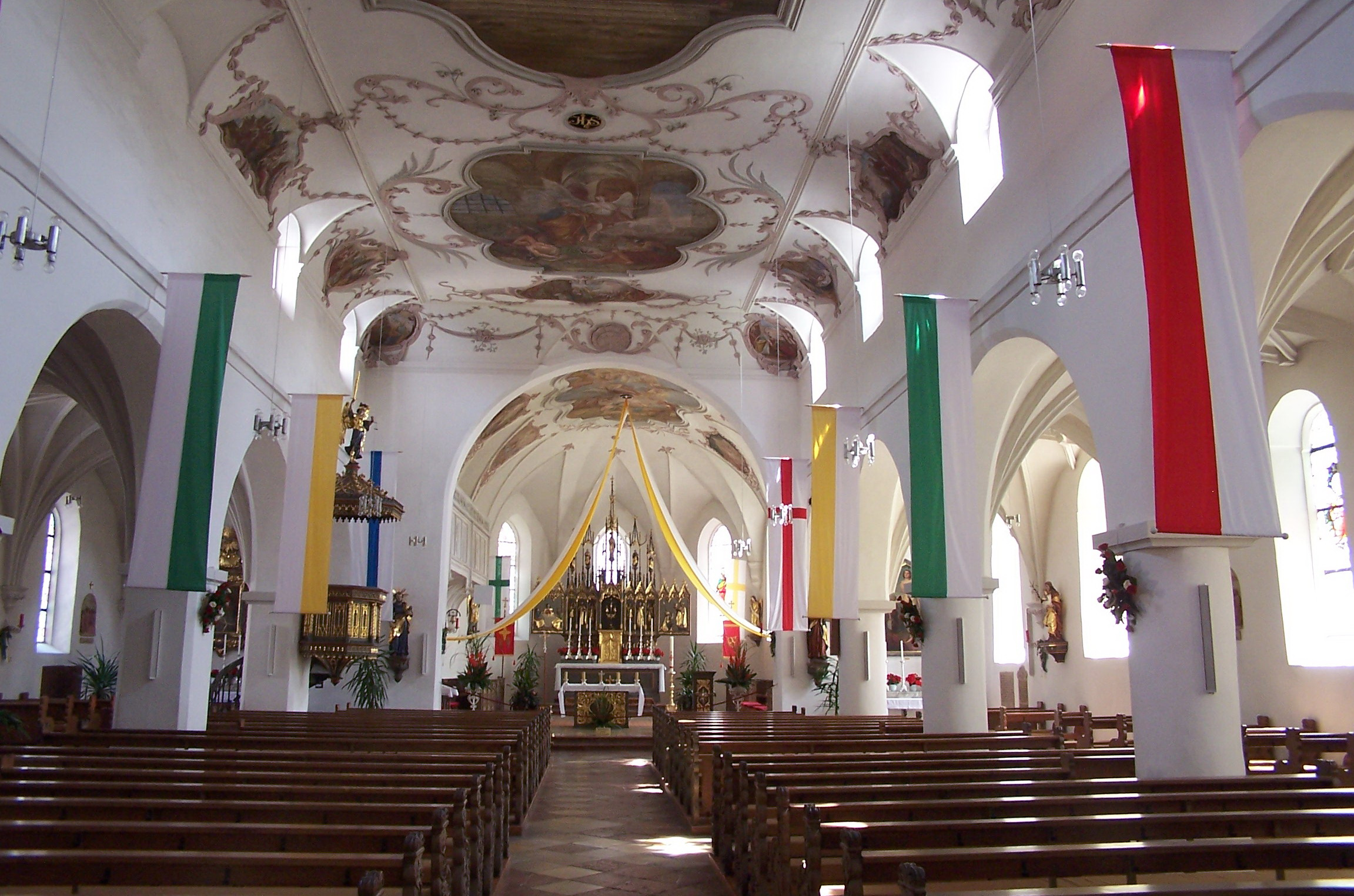
Innenraum

Mönche des Klosters St. Emmeram in Regensburg sollen in der zweiten Hälfte des 8. Jahrhunderts in Wörth am heutigen Petersplatz ein Kloster gegründet haben, dessen Kirche dem heiligen Petrus geweiht wurde. Dieses Kloster selbst wurde in späteren Jahrhunderten zerstört. 1234 bestätigte Papst Gregor die Inkorporation der Kirche St. Peter zu Wörth als Bestandteil des Domkapitels in Regensburg.

## Geschichte und Baubeschreibung

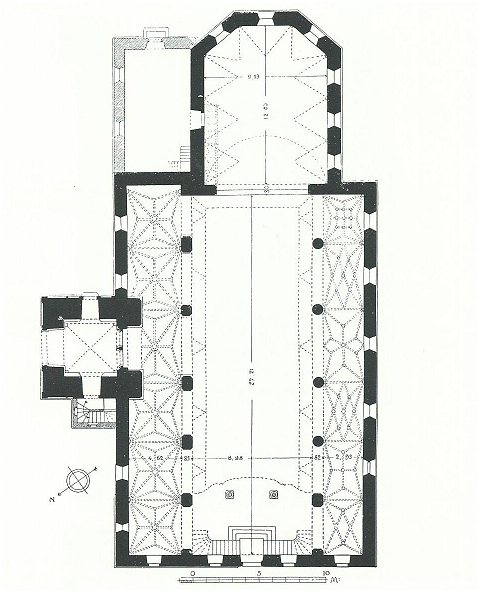
Grundriss St. Petrus

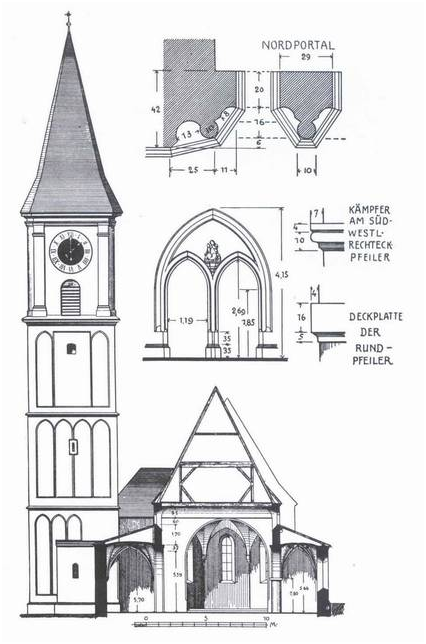
Querschnitt St. Petrus

Die Kirche St. Peter hat über die Jahrhunderte zahlreiche Um- und Ausbauten erfahren. Sie ist eine basilikale Anlage und stellt sich mit fünf Jochen dar. Das Hauptschiff ist heute flach gedeckt, während Seitenschiffe und Hauptchor noch mit dem ursprünglichen gotischen Rippengewölbe versehen sind. Die Achse des Hochchores ist gegenüber dem Hauptschiff nach Süden hin verschoben.

### Romanische Bausubstanz
Die heutige Kirche geht auf einen Bau aus der zweiten Hälfte des 13. Jahrhunderts zurück. Wahrscheinlich wurde in dieser Zeit neben dem Hauptschiff nur das mit Rundpfeilern bestandene Seitenschiff an der Südseite fertiggestellt. Das breitere nördliche Seitenschiff mit den rechteckigen Pfeilern dürfte aus dem 14. Jahrhundert datieren, auch haben hier die Bögen zwischen den einzelnen Pfeilern unterschiedliche Spannweiten.

### Erweiterungen in der Zeit der Gotik
An der Mitte der Nordseite der Kirche ist der viergeschossige Turm angebaut, in dem sich das durch einen Trumeaupfeiler zweigeteilte gotische Hauptportal öffnet. Im Tympanon des Spitzbogens steht eine farbig gefasste Steinfigur des Kirchenpatrons Petrus, die Konsole trägt die Jahreszahl 1464, wohl das Entstehungsjahr des Turmes. Neben der Jahreszahl zieren zwei Wappen diese wohl wertvollste Figur der Pfarrkirche. Sie beziehen sich auf zwei Kanoniker des Regensburger Domkapitels, Johann Goldner und Franz Schlick. Der Kanonikus beziehungsweise Generalvikar Goldner war Pfarrer von Wörth, gleichzeitig war Schlick Dompropst beziehungsweise Kanonikus in Regensburg. Das Erdgeschoss dieses gotischen Turmes bildet zugleich die Vorhalle zum Portal. Der Turm selbst erhebt sich über vier Geschosshöhen, von denen drei mit gotischen Spitzbogenblenden versehen sind. Zu dieser Zeit hatte der Turm ein spitzes Dach, wie es dem Baustil entsprach. Ebenfalls aus der Zeit der Gotik stammt das Westportal.
Um 1600 erfolgte der Anbau der Sakristei mit ihrem bemerkenswerten Portal sowie – wohl als Ersatz für einen vorher bestehenden kleineren – der Chor in seiner heutigen Form.

### Barockisierung

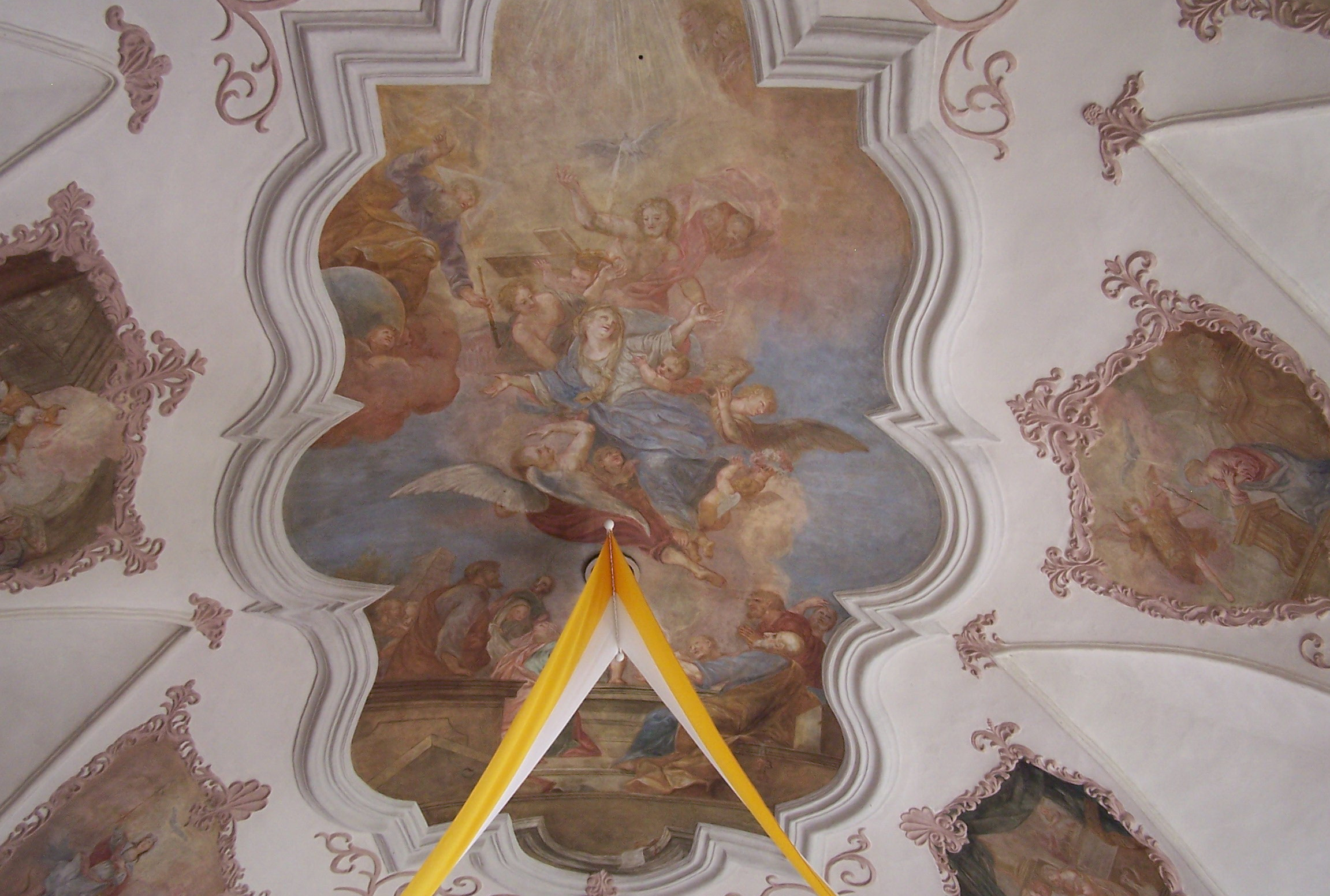
Deckenfresko – Aufnahme Mariens in den Himmel v. Joseph Anton Merz

Vor allem der Innenraum erfuhr ab 1710 durch Stuckierungen und ab 1717 durch großflächige Deckengemälde eine maßgebliche Umgestaltung. Das zentrale Bild im Chor stammt von Joseph Anton Merz und zeigt die Aufnahme Mariens in den Himmel, umkränzt von Szenen aus ihrem Leben: Mariä Geburt, Verkündigung an Maria, Mariä Tempelgang, Unbefleckte Empfängnis.
Die drei großen Deckenbilder im Hauptschiff, gemalt von Valentin Reuschl, zeigen Motive zum Leben des Kirchenpatrons Petrus – von vorne nach hinten: 1. Die Befreiung des Petrus aus dem Gefängnis durch den Engel. 2. Die Verheißung der Schlüsselgewalt an Petrus durch Jesus. 3. Die Kreuzigung des Petrus. In den seitlichen Medaillons sind Begebenheiten aus dem Leben des hl. Petrus dargestellt.
Auf 1730 datiert ist das Antependium des Volksaltars mit reichhaltiger Akanthusblattschnitzerei. Weitere Holzarbeiten aus der Zeit des Barock sind die Kirchenbänke mit ihren holzgeschnitzten Wangen und zwei Chorgestühle. An Steinmetz-Arbeiten aus dieser Zeit gibt es den Taufstein im linken Seitenschiff sowie das Weihwasserbecken beim Westportal, beide aus rotem Marmor in Form von Muschelschalen.
1710 wurde der Turm um ein zusätzliches Geschoss mit abgerundeten Ecken und Pilastern erhöht und mit einem Zwiebelhelm versehen.

### Veränderungen des 19. Jahrhunderts
Bereits 1841 fiel der Turm einem Brand zum Opfer; statt der Zwiebel erhielt er nun ein 16 Meter hohes Pyramidendach mit einem drei Meter hohen Eisenkreuz auf seiner Spitze, das Geläut schmolz und wurde 1844 erneuert; der Turm ist seitdem 50 Meter hoch.
Im 19. Jahrhundert wurde das Innere im Stil der Neugotik modernisiert: Die barocken Wandmalereien wurden weiß übertüncht, 1865 wurde ein neuer – der heutige – Hochaltar aufgestellt, die Kanzel wurde bereits 1856 angeschafft.

### 20. Jahrhundert

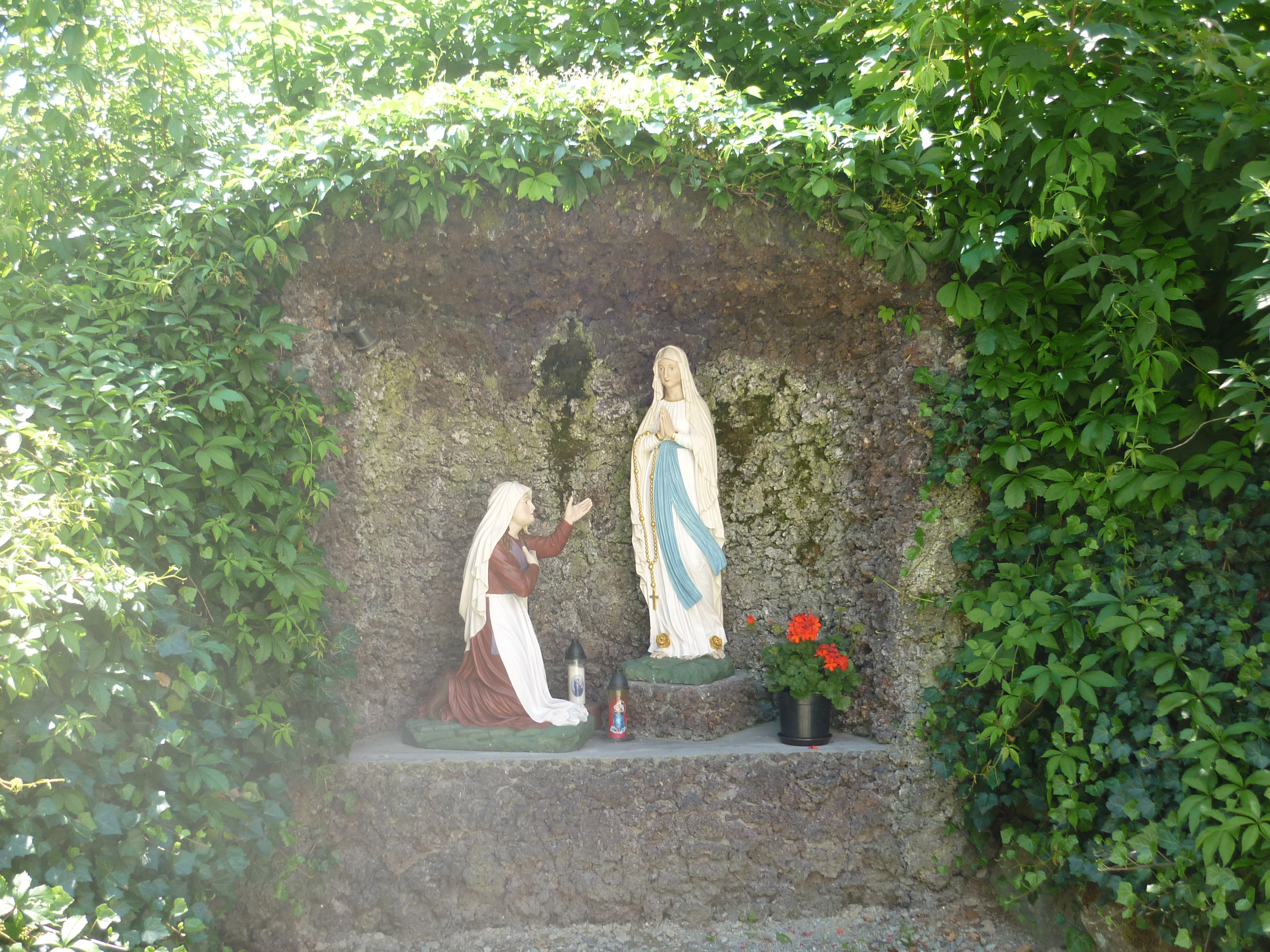
Lourdesgrotte südlich der Stadtpfarrkirche

Im Jahr 1913 wurde an der Nordseite des Kirchturms eine Lourdesgrotte errichtet. Heute befindet sich diese Grotte mit ihren beiden Figuren Bernadette Soubirous und der Muttergottes südlich der Pfarrkirche; sie wurde 2014 restauriert. 1918 wurde die heutige Kirchenorgel eingebaut und in den Jahren 1930 und 1931 eine umfangreiche Gesamtrenovierung der Kirche durchgeführt. 1963 erhielt die Kirchturmuhr, die bis dahin täglich aufgezogen werden musste, ein vollautomatisches Werk. In den Jahren von 1965 bis 1967 wurde die Kirche wiederum außen und innen renoviert; dabei wurden auch die im 19. Jahrhundert übertünchten Deckengemälde wieder freigelegt, sowie über dem Tabernakel ein barockes Metallkreuz angebracht. 1977 musste der hölzerne Glockenstuhl aus Gründen der Bausicherheit durch eine Stahlkonstruktion ersetzt werden. 1978 wurde der Turmhelm neu mit Kupfer beschlagen und mit einem neuen Kreuz, ebenfalls aus Kupfer, versehen. 1994 erfolgte eine Innenrenovierung der Kirche.

## Orgel

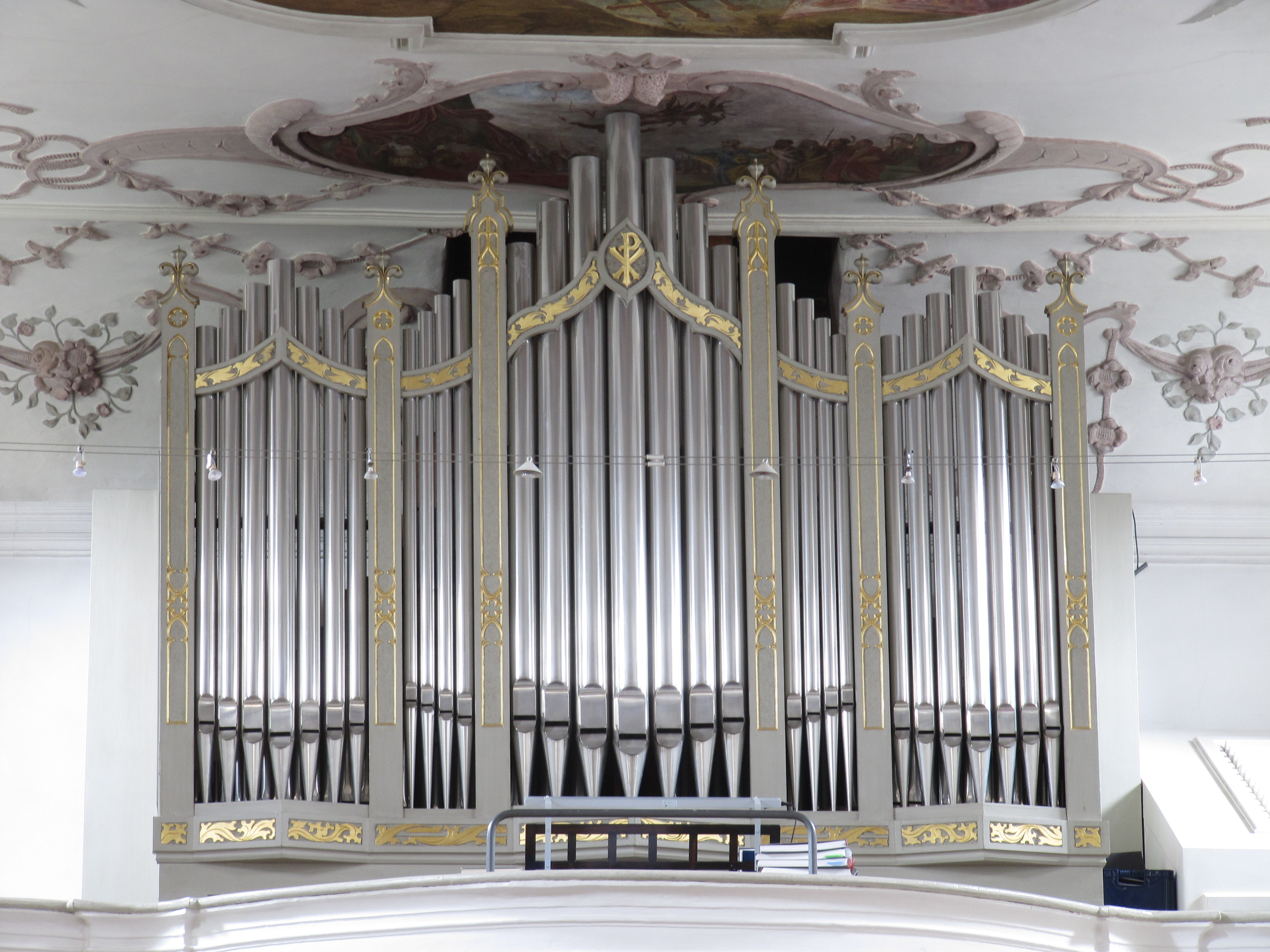
Die Siemann-Orgel 1917–2022

Im September 2010 wurde in der katholischen Pfarrgemeinde Wörth an der Donau im Bistum Regensburg ein Orgelbauverein gegründet. Ziel war die Neuanschaffung einer Kirchenorgel als Ersatz für das vorhandene Instrument, das 1917 von der Orgelbaufirma Martin Binder & Sohn aus Regensburg hergestellt und schon 1918 von Willibald Siemann verändert wurde. Das Instrument mit über 2000 Pfeifen verfügte über 20 Register auf zwei Manualen und Pedal. 2022 wurde schließlich ein Orgelneubau durch die Arbeitsgemeinschaft „Formklang“  der Firmen Thomas Jann und Claudius Winterhalter mit 24 klingenden Registern fertiggestellt.

## Glocken

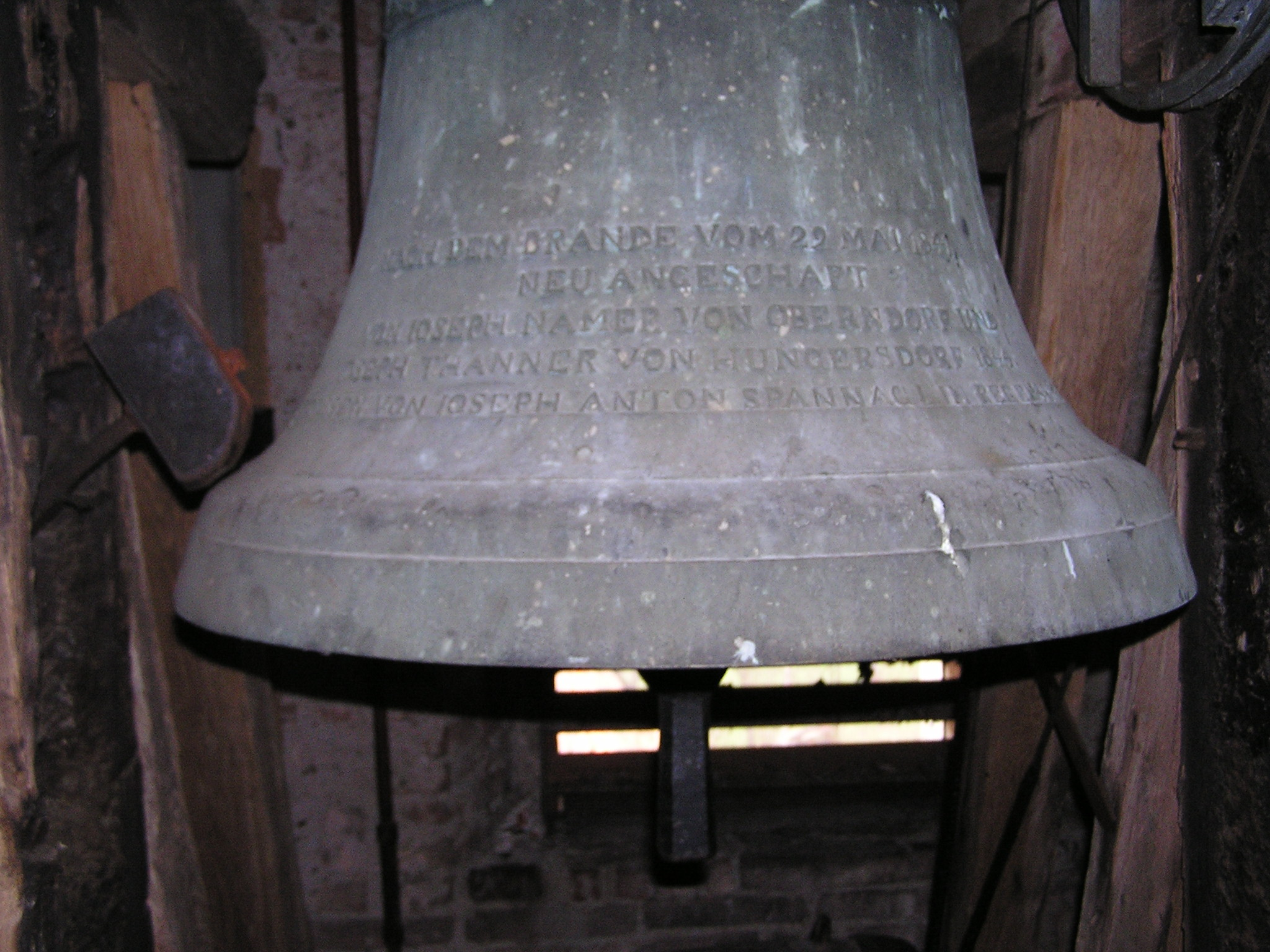
Kirchenglocke von 1841, seit 1946 in Kiefenholz

Während des Ersten Weltkriegs mussten zwei Glocken abgeliefert werden. Ihr Material fand Verwendung in der Herstellung von Kriegsmaterial. 1924 wurde das Glockengeläut wieder vervollständigt. Im Jahr 1942, während des Zweiten Weltkriegs, wurden drei Glocken vom Turm geholt und der Metallspende des deutschen Volkes zugeführt. Die vierte Glocke, die anlässlich des großen Marktbrandes vom 29. Mai 1841 in Wörth vom Hofbesitzer Josef Thanner (ehem. Ortsteil Hungersdorf) gestiftet wurde, verblieb, und wurde 1946 zur Filialkirche St. Jakobus in Kiefenholz in den Glockenturm verbracht. Sie ist eine der bedeutendsten Kirchenglocken in der Stadt Wörth.
Die heutigen Kirchenglocken wurden im Mai 1946 neu angeschafft. Es war das erste Geläut der Glockengießerei Gugg aus Straubing, das nach dem Zweiten Weltkrieg hergestellt wurde; die Tonfolge ist ein Idealquartett.
| Glocke | Name         | Durchmesser | Masse   | Schlagton | Besonderheit               |
| ------ | ------------ | ----------- | ------- | --------- | -------------------------- |
| 1      | Rupertglocke | 1350 mm     | 1650 kg | cis1 +11  | Stark vertiefte Prime      |
| 2      | Marienglocke | 1180 mm     | 1050 kg | e1 +4     | Sehr stark vertiefte Prime |
| 3      | Petrusglocke | 1030 mm     | 0550 kg | fis1 +10  |                            |
| 4      | Josefsglocke | 0860 mm     | 0400 kg | a1 +4     |                            |

## Details der Ausstattung
- Das Muttergottesbild am linken Seitenaltar stellt Maria mit dem Jesuskind und dem Rosenkranz dar, darüber die Inschrift: Heilige Mafia zu Dorrfen Bitt Gott für uns. Entstehungsort, -zeit und -geschichte des Bildes sind unbekannt, es wurde erst im Zuge der Renovierung in den 1960er-Jahren eingebracht.
- Am Chorbogen Figuren der Heiligen Petrus (links) und Paulus (rechts) aus dem Frühbarock – ebenfalls erst nach der Renovierung hier angebracht.
- Neugotischer Hochaltar von 1865. Im Mittelteil halten links und rechts je zwei Engel Spruchbänder mit Texten aus dem Lauda Sion. Die Figuren zwischen den Engeln zeigen wohl Thomas von Aquin und Bernhard von Clairvaux. Das Gesprenge des Altars ist mit einer Jesusstatue und den vier Evangelisten geschmückt. Die Altarflügel in Reliefschnitzerei zeigen links die Begegnung Jesu mit den beiden Jüngern in Emmaus, rechts das Opfer des Melchisedech und Abrahams. Die Rückseiten der Flügel zeigen als gemalte Motive Jesus am Ölberg (links) und die Verkündigung an Maria (rechts).
- Etliche wertvolle und interessante Grabsteine und Gedenkplatten finden sich sowohl an der Außenwand, beispielsweise der Grabstein von Ulrich Auer (aus dem Rittergeschlecht der Auer) aus dem Jahr 1352, wie auch im Inneren der Kirche; ein kunstgeschichtlich besonders wertvoller und gut erhaltener gotischer Grabstein im linken Seitenchor wurde erst 1978 vom Außenbereich an diesen Platz umgesetzt.
- Die älteste bürgerliche Grabplatte von Wörth befindet sich an der Ostseite der Kirche. Sie trägt das Jahr 1353 und ist aus Kalksandstein.